# Georg Miks

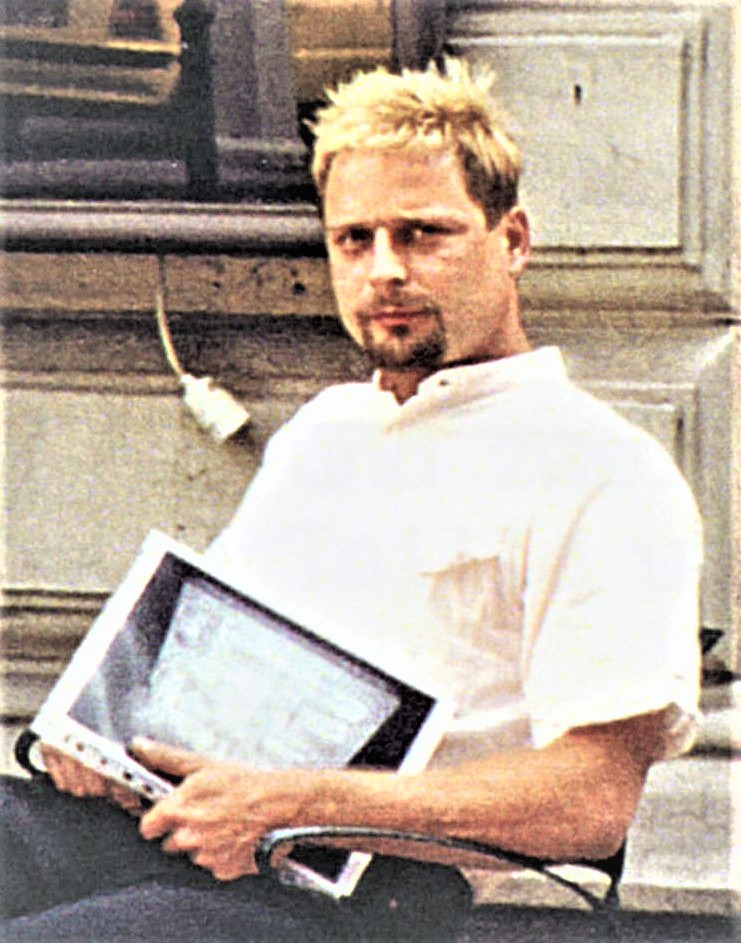
Georg Miks Bildhauer 2000

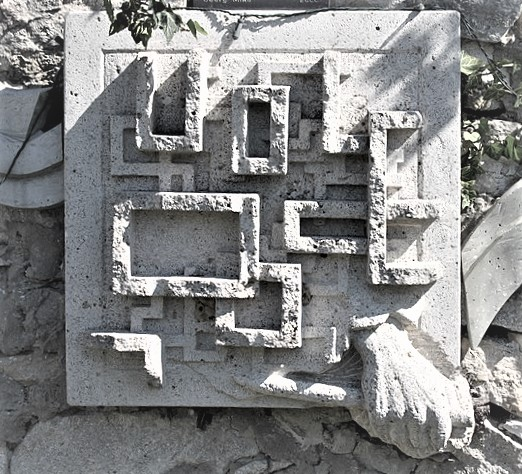
Europa-Wand Kaisersteinbruch Länderplatte Österreich 2000

Georg Miks (* 1969 in Breitenfurt, Niederösterreich) ist ein österreichischer Bildhauer.

## Leben und Werke
Georg Miks studierte an der Hochschule für angewandte Kunst in Wien. Er wählte den Weg des Autodidakten, der seine wesentliche Weiterbildung bei Symposien in Österreich, der Tschechoslowakei, in Schottland erfuhr. Er beschäftigte sich mit der Planung von Kunst im öffentlichen Raum.
Sein künstlerischer Weg (Auswahl):

### Bildhauersymposion Lindabrunn
- Ab 1989 arbeitete Miks mit dem Begründer und Leiter des niederösterreichischen Bildhauersymposions Lindabrunn Mathias Hietz bis zu dessen Tod 1996 künstlerisch und organisatorisch eng zusammen. Er lernte, ein Symposium zu führen.
- 1993: Gestaltung des Schlossparkes Bad Vöslau mit dem Thema „Wasser“. Gemeinschaftsarbeit Antonius Mijsbergh, Niederlande;[2] Peter Roller, Slowakei.
- Skulptur Boden und Wasser 1+2 mit dem Japaner Kenichi Mashita geschaffen.[3]
- 1994: Oberer Einfahrtsbereich zum Symposionsgelände, Gemeinschaftsgestaltung mit James Ritchie, Großbritannien;[4] Kodai Hihara, Japan;[5] Jürgen Ramacher, Österreich.[6]
- 1994: Internationales Studentensymposion Lindabrunn; Organisation mit Zoltan Pal, Ungarn:[7] Peter Roller, Slowakei.
- 1996: Untere Einfahrt zum Symposionsgelände, Gemeinschaftsarbeit mit Hironori Katagiri, Japan; Jun Ohara, Japan;[8] Kenichi Mashita, Japan; Jan Holes, Slowakei.

### Symposion „Lapidea“ im Mayener Grubenfeld
Die Lapidea Stiftung für Kunst und Kultur veranstaltete zwischen 1985 und 2006 alle drei Jahre in Mayen das Symposion Lapidea für Steinmetze und Steinbildhauer. Im Rahmen dieser Symposien entstanden Skulpturen aus Mayener Basalt und anderen vulkanischen Materialien der Region, die zum Teil im Skulpturenpark Lapidea ausgestellt sind. 
- 1997: Miks nannte seine Skulptur zu „Lapidea 97“ Vulkanische Konfrontation – Basalt.[11]

### Hauptplatz von Mauer bei Wien – Neubau eines Brunnens
- 1997: Mauer bei Wien, Brunnen auf dem Hauptplatz, Teilnahme beim Wettbewerb, Entwurf steht in der Wotruba-Tradition.[12]

### Europa-Symposium Kaisersteinbruch
Die Kulturredakteurin Klara Köttner-Benigni von Radio Burgenland und ihr Ehemann, der Kunst-Fotograf Walter Benigni hatten Kaisersteinbruch den Kontakt zu Bildhauern hergestellt, zu Peter Roller, zu Thomas Resetarits und auch zu Georg Miks. Im Jahre 2000 war Miks gemeinsam mit Jiří Sobotka (Tschechien) und Marek Moderau (Polen), zur Erweiterung der Europa-Wand Kaisersteinbruch eingeladen.

### Steinbildhauer-Symposion 2002 in Suzu, Japan
- 2002: Dokumentation über das Internationale Steinbildhauer-Symposion Suzu, Japan. Erstmals fand dort 1978 ein Symposion statt. Auf einem Stein sind die Namen der ersten Teilnehmer eingraviert, darunter der Österreicher Mathias Hietz. Video: 19:00 im Basalt-Steinbruch, Steinsuche; 28:00 Arbeitsbeginn von Georg Miks; 31:30 Aufstellung des Steines; 39:12 Fertigstellung.[14]
- Susaexpo Georg Miks[15]

### Kunst in der Natur am Wachtberg
- Kunst in der Natur am Wachtberg in Gars am Kamp,[16] besteht seit 1993. Hier wird Menschen unterschiedlichster Herkunft ein Platz geboten, um künstlerisches Gedankengut auszutauschen, schöpferisches Arbeiten zu ermöglichen. Miks war Teilnehmer von 2003 bis (mit Unterbrechungen) 2019.[17]
- 2019: 26. Symposium Finissage: Studio des Nichtstun[18]

### Steinbildhauerwerkstätte Burg Perchtoldsdorf
- 2006: Kreative Sommerwochen Burg Perchtoldsdorf[19]